# خطاب أجدير
خطاب أجدير التاريخي (17 أكتوبر 2001)، خطاب ألقي في إقليم خنيفرة بالمغرب، ويعتبر «تصورا جديدا بخصوص الهوية المغربية»، حيث يوضح الملك المغربي محمد السادس ويؤكد على أن الأمازيغية تشكل مكونا أساسيا من مكونات الثقافة المغربية، وأن النهوض بالأمازيغية يعد مسؤولية وطنية.
ويصرح الخطاب أن النهوض بالثقافة واللغة الأمازيغيتين مسؤولية «جماعية» وذلك من خلال اعتبار الأمازيغية ملكا لكل المغاربة.
ونبه الملك في الخطاب على أن «هناك رهانات ما تزال مطروحة لكي تنتعش الأمازيغية»، مبرزا أنه بدون تنمية اقتصادية مستدامة في الأوساط الناطقة بالأمازيغية، فإن الحديث عن النهوض بالأمازيغية يبقى «هشا».

## نص الخطاب
الحمد لله وحده والصلاة والسلام على مولانا رسول الله وآله وصحبه
حضرات السيدات والسادة،
لقد أبينا إلا أن نقوم بعون الله وحُسن توفيقه، بوضع طابعنا الشريف، في هذا اليوم المبارك، على الظهير الشريف المحدث والمنظم للمعهد الملكي للثقافة الأمازيغية؛ هذا المعهد الذي سبق لنا الإعلان عن قرار إحداثه وتحديد مهامه، في خطاب العرش، الذي وجهناه للأمة بمناسبة الذكرى الثانية لاعتلائنا عرش أسلافنا الميامين.
وقد حرصنا على أن نشرك معنا في هذا الحفل الميمون، ممثلي مختلف مكونات الأمة، من سياسة ونقابية، ودينية وثقافية، واقتصادية وجمعوية؛ لأن الأمر الذي نحن بصدده ينطوي على دلالات متعددة، تسمو بمغزاها على موضوع القرار ذاته.
إننا نريد، في المقام الأول، التعبير عن إقرارنا جميعاً بكل مقومات تاريخنا الجماعي، وهويتنا الثقافية الوطنية، التي تشكلت من روافد متعددة، صهرت تاريخنا ونسجت هويتنا، في ارتباط وثيق بوحدة أمتنا، الملتحمة بثوابتها المقدسة، المتمثلة في دينها الإسلامي الحنيف السمح، وفي الذود عن حوزة الوطن ووحدته، وفي الولاء للعرش، والالتفاف حول الجالس عليه، والتعلق بالملكية الدستورية الديمقراطية الاجتماعية.
كما أننا نريد التأكيد على أن الأمازيغية، التي تمتد جذورها في أعماق تاريخ الشعب المغربي، هي ملك لكل المغاربة بدون استثناء، وعلى أنه لا يمكن اتخاذ الأمازيغية مطية لخدمة أغراض سياسية، كيفما كانت طبيعتها.
فقد ظل المغرب، عَبْر العصور، متميزاً بالتحام سكانه، مَهمَا كانت أصولهم ولهجاتهم، متشبثين بمقدساتهم ووحدة وطنهم، ومُقاومتهم لكل غزو أجنبي أو محاولة للتفرقة.
ولأن الأمازيغية مُكوّن أساسي للثقافة الوطنية، وتراث ثقافي زاخر، شاهد على حضورها في كلّ معالم التاريخ والحضارة المغربية؛ فإننا نولي النهوض بها عناية خاصة في إنجاز مشروعنا المجتمعي الديمقراطي الحداثي، القائم على تأكيد الاعتبار للشخصية الوطنية ورموزها اللغوية والثقافية والحضارية.
إن النهوض بالأمازيغية مسؤولية وطنية، لأنه لا يمكن لأي ثقافة وطنية التنكر لجذورها التاريخية. كما أنّ عليها، انطلاقا من تلك الجذور، أن تنفتح وترفض الانغلاق، من أجل تحقيق التطور الذي هو شرط بقاء وازدهار أيّ حضارة.
وفي هذا السياق، فإن قيام المعهد الملكي للثقافة الأمازيغية بالمهام المنوطة به في الحفاظ على الأمازيغية والنهوض بها وتعزيز مكانتها في المجال التربوي والاجتماعي والثقافي والإعلامي الوطني من شأنه أن يعطيها دفعة جديدة كتراث وطني يعد مبعث اعتزاز لكل المغاربة.
حضرات السيدات والسادة.
لقد حرصنا على أن نستفتح خيراً بختم هذا الظهير الشريف، بمدينة خنيفرة، في مستهل سلسلة من زياراتنا، لعدة مناطق من المملكة مستهدفين تجديد الصلة برعايانا الأوفياء، في أماكن إقامتهم وعملهم، حيثما كانوا، متوخين من تفقدنا الميداني المتواصل لكل أرجاء وطننا العزيز، واللقاء بكل فئات شعبنا الوفي، التأكيد على أن قلب المغرب النابض يوجد حيثما يوجد ويعيش المواطنون المغاربة.
إن العمل الذي نقدم عليه، اليوم، لا يرمي فقط إلى استقراء تاريخنا؛ إنه بالأحرى تجسيد لقوة إيماننا بالمستقبل، مستقبل مغرب التضامن والتلاحم، مغرب الإرادة والجد، مغرب الفضيلة والطمأنينة والرصانة، مغرب الجميع، القوي بوحدته الوطنية، التي لا يزيدها المضي قدما في سياسة الجهوية إلا رسوخا؛ مغرب يجعل كل جهة من جهاته مجالاً خصباً، يتيح لكل طاقاتها التفتح والنمو والازدهار، في إطار ممارسة ديمقراطية مواطنة.
والله نسأل أن يديم على هذا البلد الأمين نعمة التآخي والتضامن والتلاحم، ويوفقنا جميعا لتحقيق المزيد من المكتسبات الوطنية في ظل ثوابتنا المقدسة.
والسلام عليكم ورحمة الله وبركاته.